# Zonneveld (Valkenburg)
Zonneveld of Sonneveld was een kasteel en buitenplaats in de Nederlandse plaats Valkenburg, provincie Zuid-Holland.

## Geschiedenis
De oudste vermelding dateert uit 1282: de Hollandse graaf Floris V beleende Floris Nannenzoon met het goed. Op dat moment stond er een boerderij of een edelmanswoning. Nanne van Sonnevelt, de zoon van Floris, nam het leen in 1329 over om het vervolgens na te laten aan zijn eigen zoon Florys van Sonnevelt. Na Florys' overlijden in 1371 werd zijn neef Rudolf Paats met het huis en goed van 22 morgen groot beleend.
De familie Van Sonnevelt (die behoorde tot de stand van welgeborenen) zou van 1434 tot 1624 het goed opnieuw in bezit houden. De laatste eigenaar uit dit geslacht was Hester van Sonnevelt, die in 1626 overleed. Zij was getrouwd met Hugo van Cuyck van Mierop en het goed werd nu geërfd door hun kinderen.

### Buitenplaats
Tijdens het beleg van Leiden in 1573/1574 werd Zonneveld deels verwoest. Vanaf 1632 was Pieter van Cuyck van Mierop - een broer van Hugo en dus zwager van Hester - de hoofdbewoner van het huis Zonneveld. Hij liet het huis in 1651 verbouwen tot een luxe landhuis en creëerde zo de buitenplaats Zonneveld.

### Verval en afbraak
Zonneveld raakte in de 18e eeuw in verval. De familie Boers kocht het goed aan maar woonde er niet: het was voor hen voornamelijk een investering. Het huis werd enige tijd als boerenwoning gebruikt en rond 1784 volgde uiteindelijk de afbraak. Een deel van het gebouw zal zijn hergebruikt in de boerderij Zonneveld. Deze boerderij is tijdens de Tweede Wereldoorlog verwoest. De huidige boerderij dateert uit 1951.

## Beschrijving
Het middeleeuwse Zonneveld was een edelmanswoning met boerderij, omgeven door een gracht.
Het in 1651 opgetrokken landhuis Zonneveld was een blokvormig gebouw in de stijl van het Hollands classicisme. Rondom het huis lag een dubbele gracht. 
Abbenbroek · Abspoel · Adegeest · Slot Alkemade ·  Altena · Arkelsburg · Bellesteyn · Huis ten Berghe · Binckhorst · Binnenhof · Blijdestein · Te Blotinghe · Boekenburg · Boekhorst · Boshuysen · Bulgersteyn · Burcht (Leiden) · Burcht (Voorne) · Slot Capelle · Coebel · Cranenburg · Crayestein · Cronesteyn · Crooswijk · Develstein · 't Huys Dever · Dirks Steenhuis · Ter Does · Duivenstein · Duivenvoorde · Endegeest · Endepoel · Foreest · Giessenburg · Gravensteen · Groot Haesebroek · 's Heeraartsberg · Hof van Wateringen · Holy · Slot Honingen · Kasteel van de Heren van Arkel · Kasteel van Gouda · Keenenburg · Kasteel Keukenhof · Klein Poelgeest · Huis te Langerak · Langestein · Huis te Liesveld · Ter Lips · De Loo · Madeburcht · Marenburch · Meerburg · Huis te Merwede · Huis ter Mey · Kasteel van der Meye · Niemandsvriend · Noordeloos · Oud-Berendrecht · Oud-Poelgeest · Oud Teylingen · Paddenpoel · Persijn · Groot Poelgeest · Hof van Putten · Puttensteyn · Landgoed De Raephorst · Kasteel Ravesteyn · Kasteel van Rhoon · Rijnegom · Rijnenburg · Huis te Riviere · Rodenburg · Hofstad Rodenrijs · Rodenrijs · Rosenburgh · Huis Roucoop · Santhorst · Schelluinderberg · Schonenburg · Kasteel van Schoonhoven · Souburgh · Spangen · Starrenburg · Huis ter Specke · Steenvoorde · Stenevelt · Slot Teylingen · Den Toll · Torenvliet · Slot Valckesteyn · Huis ter Waard · Warmont · Ter Weer · Hof van Wena · Kasteel Westerbeek · Huis te Woude · Kasteel van IJsselmonde · 't Zand · Huis Zevender · Kasteel aan de Zevender · Zijlhof · Zonneveld · Huis Zuidwijk · Zwieten